# Godzilla
Godzilla (ゴジラ Gōjira?) (/ɡɒdˈzɪlə/ [ɡoꜜʑiɽa]ⓘ) es un monstruo japonés ficticio, que protagonizó numerosas películas y se convirtió en uno de los personajes cinemáticos más famosos. 
Apareció en pantalla por primera vez en 1954 en la película Godzilla, producida por los estudios Tōhō. Godzilla aparece en treinta y dos películas japonesas hasta la fecha y cuatro películas estadounidenses, la versión, Godzilla de 1998, y otra adaptación, Godzilla, esta en una coproducción entre Estados Unidos y Japón en 2014, después la secuela de ésta en 2019 Godzilla: King of the Monsters, Godzilla vs. Kong en 2021, y luego Godzilla x Kong: The New Empire en 2024.
Godzilla es una de las referencias más populares de la cultura japonesa del siglo XX, descrito como un enorme dinosaurio mutante, quien genera y salva del caos a Japón y el mundo; por lo que es muchas veces considerado como antihéroe. A pesar de que su popularidad fue decreciendo al avanzar los años, sigue siendo uno de los monstruos más conocidos en todo el mundo. Hasta la fecha, Godzilla es de los iconos más representativos del cine japonés, y el más importante del subgénero kaijū, el que deriva del género tokusatsu.
Se cree que Tōhō pensó en Godzilla como una metáfora del miedo que sintió Japón tras las bombas atómicas sufridas en la Segunda Guerra Mundial a manos de Estados Unidos en 1945.

## Etimología
El nombre «Gōjira» viene de la combinación de dos palabras: Gorira (ゴリラ lit. Gorila?) y Kujira (鯨 くじら?, lit. Ballena). Hasta ese punto el monstruo podría ser descrito como el cruce entre ambos animales. Una leyenda de los estudios Toho plantea que era el seudónimo de un fisicoculturista que trabajaba en la empresa. La veracidad de la historia sigue en duda, debido a que han pasado más de 50 años desde la creación del film y es probable que el trabajador se haya retirado o incluso haya muerto. Jamás se han publicado fotografías suyas.
Al contrario de la opinión popular, el nombre Godzilla no fue dado por los productores de la versión estadounidense al traducir el nombre, sino que es la romanización de la palabra ゴジラ (actualmente romanizada como Gojira), dada por la misma Tōhō.

## Historia

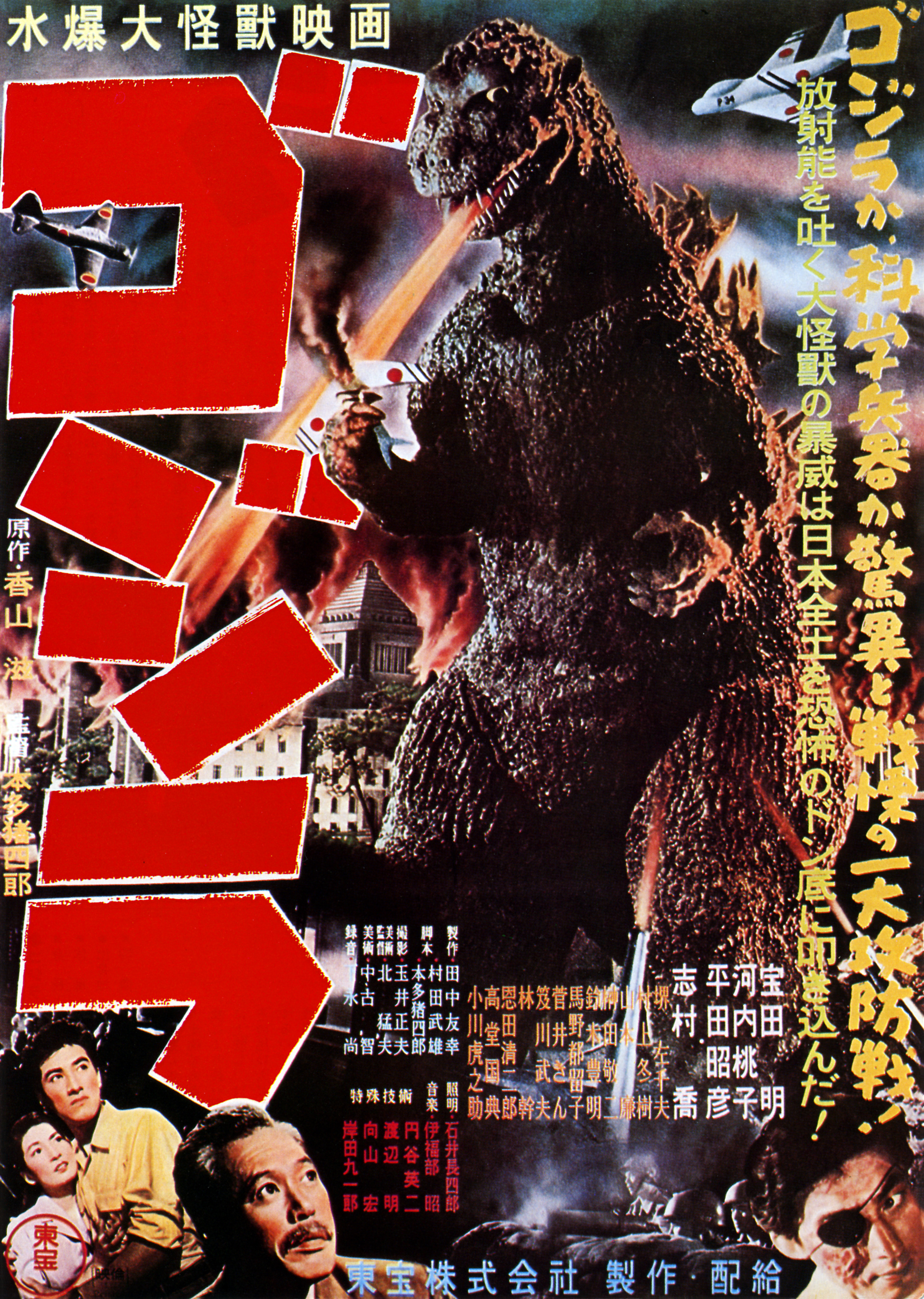
Godzilla en un póster japonés de su primera película.

El impacto del primer filme de 1954 deriva de que, en vez de ser una simple aventura, el director Ishiro Honda lo presentó como una suerte de metáfora sobre el ataque nuclear que el pueblo japonés había padecido en 1945, al final de la Segunda Guerra Mundial. Con el correr del tiempo, el personaje perdería su imagen de icono de la masacre atómica del año 1945, y atravesaría varias etapas, pasando a ser desde un espectáculo de medianos efectos especiales o un show infantil, a una especie de cómic filmado. A finales de la etapa Showa, la serie ya incluía elementos típicos del manga japonés, mezclando a Godzilla con civilizaciones fantásticas, invasiones alienígenas y, sobre todo, adversarios gigantescos y monstruosos. Curiosamente, en muchas de las aventuras de Godzilla, el monstruo es el héroe de la película, al defender a Japón de los enemigos que lo quieren destruir y pocas veces se ve como un enemigo para toda la humanidad y vida en la tierra.
Gojira, al llegar a los cines en Estados Unidos, fue renombrado «Godzilla, King of Monsters» y se eliminaron escenas para cambiar la trama a la de un reportero que narraba lo sucedido y para evitar dar mala imagen con respecto al uso de las armas nucleares. Lo mismo se hizo en la película de Godzilla de 1985.
En 1998, se produjo una versión estadounidense, criticada por los fanáticos por creer que desvirtúa totalmente al personaje. Hay algunos detalles que remiten a la versión de 1954, pero se diferencia notablemente en el argumento. La imagen del monstruo es distinta y la trama se centra en los individuos más que en el kaiju.

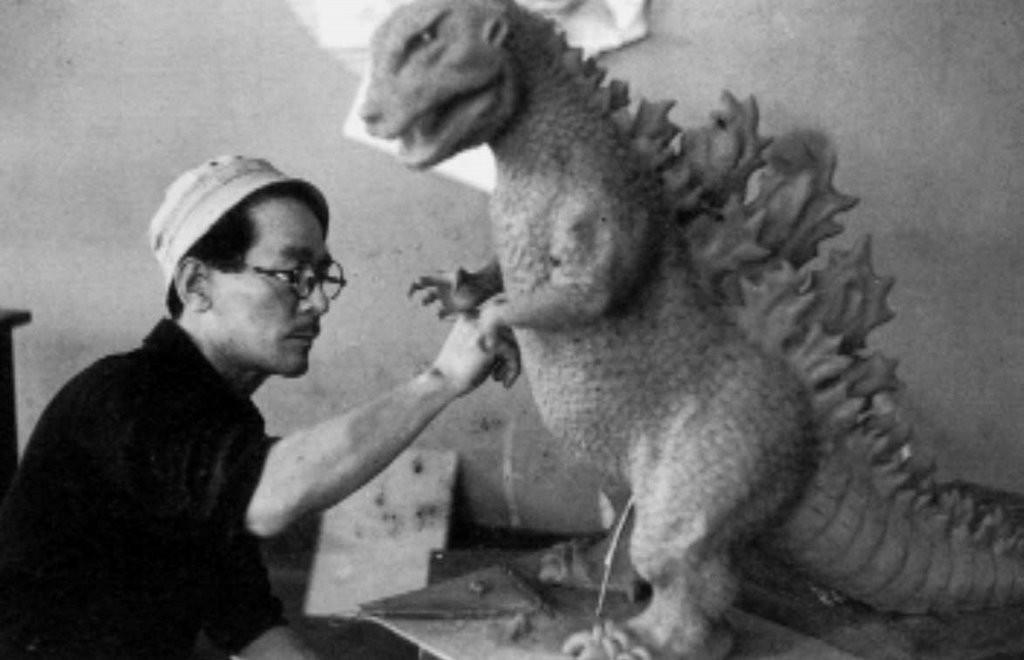
Godzilla siendo creado por Teizô Toshimitsu para la primera película.

### Origen

#### Godzilla en Tōhō

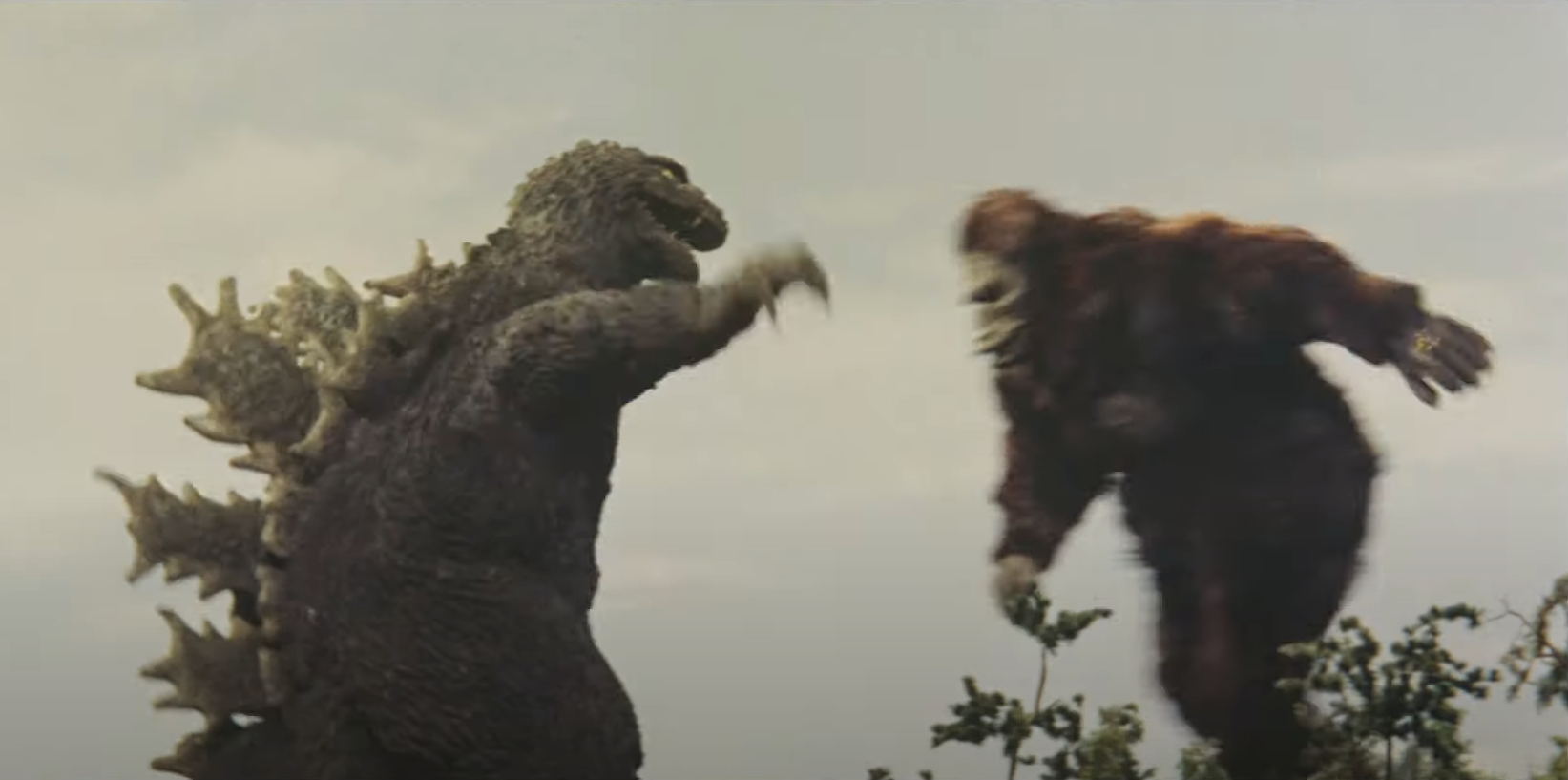
Godzilla peleando con King Kong.

Godzilla tiene un origen no muy claro, aunque vinculado con los efectos de la radiación, siendo un Godzillasaurus (especie ficticia) que sobrevivía aislado en una pequeña isla llamada la isla de Odo, donde era considerado un ser sobrenatural, que era temido y adorado, hasta que fue alterado por pruebas atómicas cercanas a la isla, así como por las bombas de Hiroshima y Nagasaki. Luego, en Godzilla vs. King Ghidorah, por medio de viajes en el tiempo Godzilla es movido de su lugar por gente del futuro, para evitar que mute y enviado a otra isla donde un submarino atómico lo irradia sufriendo la catastrófica consecuencia de hacerlo crecer casi el doble de su tamaño.
Para la película GMK Godzilla, Mothra, King Ghidorah: Daikaijū Sōkōgeki se sugirió la teoría de que Godzilla es la fusión de las almas en pena de las víctimas de la Segunda Guerra Mundial.
Aunque la creencia popular es que el rugido de Godzilla fue tomado del chirrido que hacía la puerta de entrada a los estudios Toho, el rugido de Godzilla fue creado por Akira Ifukube al frotar un guante de cuero en las cuerdas de un Contrabajo.

#### Godzilla 1998
Según la adaptación estadounidense de 1998, durante las pruebas atómicas llevadas a cabo en la Polinesia Francesa la radiación alcanzó una colonia de iguanas y un huevo irradiado sobrevivió desde donde nacería el kaiju, pasando su primera etapa de vida en el mar hasta lograr su tamaño adulto y emigrar posteriormente hasta Nueva York guiada por sus instintos en busca de un lugar donde anidar y desovar.

#### MonsterVerse
Según la adaptación estadounidense de 2014, Godzilla no sería un kaiju mutante, sino una de las tantas criaturas sobrevivientes de un antiguo período de este planeta cuando la radiación de la superficie era diez veces más intensa que en el presente. En esa era Godzilla fue la forma de vida suprema en la punta de la cadena alimenticia; sin embargo cuando los niveles de radiación del planeta descendieron todas las especies murieron excepto algunos ejemplares que entraron en hibernación o descendieron cerca del centro de la Tierra, ya sea excavando o nadando en las fosas abisales, y durmieron allí esperando una era más rica en radiación.
A lo largo de la historia humana Godzilla despertó en algunas ocasiones, la última fue a mediados del siglo XX y al ser detectado por los humanos en la zona del Pacífico intentaron exterminarlo por medio de ataques nucleares, sin embargo fueron incapaces de hacerle el más mínimo daño. Después de regresar a dormir, el incidente fue encubierto y se explicó que este era un campo de pruebas, siendo esta la verdad tras las pruebas atómicas en el Pacífico.
Lo cierto es que Godzilla despierta en cada ocasión que otro kaiju aparece en la superficie, lo enfrenta y destruye, para después volver a su letargo. Según teorizara el Profesor Ishiro Serizawa, este kaiju es una especie de protector de la naturaleza, despertando cada vez que hay alguna amenaza y teniendo como misión destruirlas para evitar que alteren el equilibrio de la vida.

## Apariencia
La apariencia de Godzilla ha cambiado ligeramente desde su aparición en 1954 hasta hoy, variando mayoritariamente en el aspecto del rostro, pero sus rasgos más básicos y característicos permanecen. En las películas japonesas, Godzilla es descrito como un dinosaurio gigante con una piel rugosa, gruesa y grisácea, una cola larga y poderosa, y unas placas dorsales similares a las del estegosaurio con forma de llamas u hojas de arce que brillan cuando está a punto de lanzar su aliento atómico. Sus orígenes son inciertos y varían de película en película, pero siempre resulta ser una criatura prehistórica y sus primeras apariciones en el Tokio moderno están relacionadas con una reacción nuclear. Esto explica de dónde obtuvo Godzilla su enorme tamaño y sus poderes inusuales. El diseño de Godzilla está inspirado en numerosos animales, básicamente dinosaurios: su cuerpo asemeja el cuerpo de un tiranosaurio, aunque erguido (la presunta postura con la que se lo conocía antiguamente) -también se inspira en los gorilas-, sus brazos largos y gruesos se inspiran en el iguanodonte, las placas dorsales en un estegosaurio, y tiene la cola de un saurópodo.
En la serie de Hanna-Barbera es de color verde oscuro y arroja fuego por la boca. Sólo sale cuando lo llaman por el radiocontrol.

## Etapas

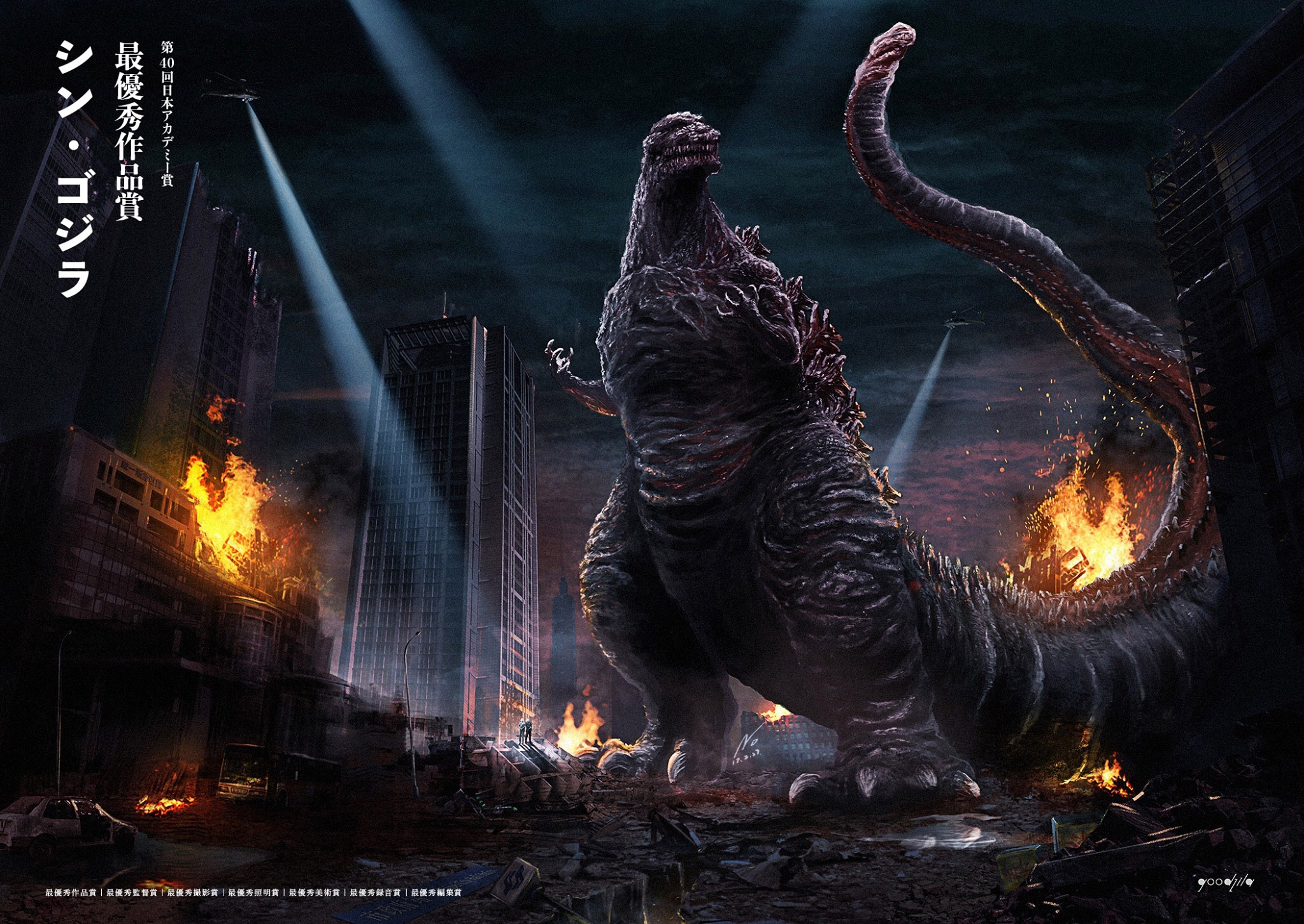
Shin Godzilla (Noger Chen).

Godzilla es un ser que tuvo un origen radiactivo, y aunque murió al final de la película original de 1954, otras películas hicieron uso de la continuidad retroactiva al suponer que no había muerto ya que su cuerpo no había sido encontrado. En la saga se reconocen tres etapas:
1) Etapa Shōwa (que abarca desde 1954 hasta 1975) y que comprende una lenta amenaza; pasando de ser villano a defensor de Japón frente a otras amenazas.
2) Etapa Heisei (que va desde 1984 hasta 1995), donde vuelve a destruir Japón y a otros monstruos (sin necesidad de defender a los humanos).
3) Etapa Millenium (desde el año 1999 hasta 2004), en donde la Tōhō recupera los derechos del personaje y propone tanto una reconstrucción del mito así como una mirada adulta sobre sus historias.
4) Etapa actual; inicia en 2016 con el estreno de Shin Godzilla, consiste en una serie de adaptaciones animadas y de imagen real que reinician y/o reinterpretan el concepto y no poseen una conexión argumental entre sí.

## Poderes y habilidades
A través de los años, Godzilla ha poseído diferentes versiones que consecuentemente han utilizado numerosas habilidades o poderes que lo han colocado como uno de los kaijus más poderosos, aunque casi siempre en las películas no aparecen todos los poderes de este personaje.

### Aliento atómico
El ataque principal de Godzilla es su aliento atómico radiactivo. Las placas dorsales de este comienzan a brillar, y luego se opacan a medida que libera un poderoso rayo luminoso de energía nuclear por su boca. El color del rayo es azul, pero anteriormente se veía como un vaho o vapor incinerante por las carencias de efectos especiales.
Godzilla parece poder controlar la intensidad de su ataque, desde una delicada llama (década de 1950 y 1960) hasta un poderoso rayo con propiedades cinéticas (década de 1970 en adelante).
En Godzilla tai Megaguirus: G Shōmetsu Sakusen el rayo poseía increíbles capacidades incendiarias y un poder suficiente como para destruir un agujero negro de pequeño tamaño; mientras que en Godzilla: Final Wars, poseía un increíble rango de alcance y de precisión, dándole la capacidad de alcanzar un objetivo en el espacio exterior y destruir casi cualquier Kaiju con un solo tiro. Durante una memorable escena de Godzilla vs. Hedorah, Godzilla utilizó su rayo para «volar» de espaldas propulsándose como un cohete, apuntándolo hacia el suelo.

#### Aliento atómico gravitacional
Godzilla demuestra una variación de su aliento atómico normal al final de la película de Godzilla: GMK cuando absorbe energía de los rayos de gravedad de Ghidorah en sus placas dorsales y la combina con su aliento atómico, produciendo un rayo azul aún más fuerte envuelto en espirales de un color amarillo eléctrico.

### Rayo Espiral
Esta versión del aliento atómico de Godzilla se presenta en la era heisei, en la película de Godzilla vs King Ghidorah, la cual se representa una versión más poderosa que su aliento atómico normal y está envuelta en una espiral eléctrica. Este ataque es utilizado por Godzilla para decapitar la cabeza del medio del Rey Ghidorah después de que el aliento atómico normal no sé mostrara efectivo contra este.

#### Hiper Rayo Espiral De Uranio
Una variación de su rayo espiral durante la serie Heisei fue su «Hiper rayo espiral de uranio», producto de haber absorbido la esencia de Rodan. El rayo fue tan poderoso que le permitió destruir por completo, con unos pocos disparos a Mechagodzilla.

#### Rayo De Calor de Fusión Nuclear
Una tercera variación de su rayo espiral durante la serie Heisei fue el «Rayo de calor de fusión nuclear», el cual consiguió después de haber absorbido la energía cósmica del cristal que se encuentra en el hombro de SpaceGodzilla. El rayo fue tan poderoso que le permitió destruir por completo con unos pocos disparos a Space Godzilla.

### Rayo de calor ardiente
Visto en Godzilla vs Destoroyah, el aliento atómico de Godzilla es reemplazado por el «Rayo de Calor Ardiente» después de que este se convirtiera en burning Godzilla tras absorber una gran cantidad de energía atómica de la explosión de Birth Island. Él usa este rayo para devastar Hong Kong y en la batalla con el Super X3. Una vez que Burning Godzilla comienza a entrar en su fusión nuclear comienza a usar el «Rayo de Calor Infinito» el cual se nos dice que aumenta infinitamente en poder cada vez que Burning Godzilla lo usa, y es capaz de hacer explotar a Destoroyah y herirlo gravemente mientras que toda el área a su alrededor arde en llamas.

### Cortador de plasma
Visto en «Godzilla: Planeta de monstruos», Godzilla puede generar una poderosa onda de choque de plasma al mover su cola a velocidades supersónicas, dichas ondas de choque son extremadamente devastadoras, al poder destruir cualquier cosa a su paso en un rango de 600 metros.

### Poderes magnéticos
En la película, Godzilla vs. Mechagodzilla, Godzilla encontró una forma de generar poderosos rayos magnéticos desde su cuerpo luego de ser golpeado varias veces por rayos eléctricos. Tras ser gravemente herido por Mechagodzilla debió retirarse a la Isla de los Monstruos, donde recibió varios rayos de una poderosa tormenta que lo revitalizó. Este poder fue muy efectivo contra su enemigo mecánico ya que al lograr controlarlo pudo crear un campo magnético que atrapó al robot, le permitió decapitarlo y desactivarlo.

### Burning Godzilla
Visto inicialmente en Godzilla vs. Destoroyah se explica que Godzilla absorbe los grandes depósitos de uranio que se encontraban debajo de la Birth Island, haciéndolo brillar de un rojo vivo, aparte de sobrecargarlo con energía atómica y haciendo que se convirtiera en Burning Godzilla. En este estado nuclear, Godzilla amenazaba con causar una fuerte explosión capaz de destruir el planeta con él. Cuando Godzilla finalmente alcanzó la masa crítica la JSDF usó sus armas para congelarlo mientras se derretía, aun así la radiación mortal emitida por el colapso de Godzilla fue un desastre, pero posteriormente fue absorbida por el cadáver de su cría, pudiendo con ello resucitar y transformarse en el siguiente Godzilla. Posteriormente se le vio utilizarlo contra Orga cuando, voluntariamente, entró en la boca de su oponente y, antes que el kaiju alienígena lograra devorarlo y copiar completamente sus atributos biológicos, utilizó este poder para hacerlo explotar desde dentro.
En Godzilla: King of the Monsters, el doctor Serizawa se sacrifica detonando una ojiva nuclear que ayuda al monstruo a sanar y ganar poder para enfrentar a Ghidorah, sin embargo los niveles de radiación de Godzilla comenzaron a aumentar rápidamente lo que acabaría provocando una explosión termonuclear. Aun así el dragón lo supera en batalla por lo que Mothra, gravemente herida tras su combate contra Rodan, permite a Ghidorah matarla para transferir su poder a Godzilla, quien así incrementó aún más su fuerza pudiendo convertir el exceso de radiación en un aura calórica tan intensa como para fundir el metal a su alrededor, adquiriendo su cuerpo una tonalidad al rojo vivo y aspecto similar a la versión de Tōhō, gracias a esto pudo desarrollar su ataque de pulso nuclear que le permitió salir victorioso.

### Pulso nuclear
En adición a su mortal aliento atómico, Godzilla también puede emitir pulsaciones atómicas en un rango bastante extenso, capaz incluso de paralizar y matar a un enemigo que se encuentra cerca. Este poder fue visto por primera vez en su lucha contra Biollante. Godzilla lo utilizó nuevamente en sus batallas contra King Ghidorah en 1991 y contra Mothra en 1992.
En el MonsterVerse fue posible observar este ataque en Godzilla: King of the Monsters durante su enfrentamiento final contra King Ghidorah. Tras recibir una sobredosis de radiación por parte del Dr. Serisawa para salvarle la vida, el cuerpo de Godzilla se vuelve inestable al punto que inevitablemente morirá en un estallido nuclear, sin embargo desarrolla esta habilidad, gracias a Mothra, que sacrifica su vida para protegerlo y le entrega su poder, dándole con él una forma de purgar el exceso de radiación de su cuerpo, disparándolo contra su oponente como letales ondas de calor con la forma de Mothra.

### Resistencia
Godzilla ha demostrado una increíble resistencia a través de los filmes. Comenzando con su primera película, Godzilla mostró una completa inmunidad a las armas tradicionales o cualquier cosa utilizada por el ejército en su contra. Godzilla ha demostrado inclusive una resistencia al magma. Las únicas veces que Godzilla ha presentado heridas abiertas ha sido en las batallas contra Gigan, Biollante, Destoroyah y Mechagodzilla.
Godzilla posee una increíble capacidad de regeneración. Dicho poder fue el argumento principal de las películas Godzilla tai Biollante y Godzilla 2000: Millennium, en esta última se explicó que su poder se debe a que sus características radioactivas le otorgaron el «Regenerador G-1» («Organizer G-1» en la versión japonesa), un tipo único de células que forman parte de su sistema inmunológico y le otorgan no solo resistencia contra enfermedades y envenenamientos, sino también la cualidad de cicatrizar y regenerar su cuerpo de forma virtualmente instantánea.
Durante el operativo Final Wars Godzilla hizo gala de una fuerza abrumadora al demostrar tener la energía para, literalmente, viajar por todo el planeta enfrentando y derrotando a cada kaiju que existe, excepto Mothra, y aún tener poder suficiente para frenar con su aliento el impacto del cometa que traía al Monstruo X a la Tierra. Godzilla sólo conoció los límites de su fuerza enfrentando al Monstruo X, quien resultó ser Keizer Ghidorah, el Kaiju más poderoso que ha existido; sin embargo, antes de ser acabado, Shinichi Ozaki, descendiente de los Kaiser Xillian, usó sus poderes para otorgarle energía infinita, tras lo cual ni siquiera el monstruo alienígena fue un desafío serio para Godzilla.

### Habilidades físicas
Godzilla ha demostrado poseer increíbles niveles de fuerza física. Ha levantado y lanzado monstruos que superan con creces su tamaño, (Tales como King Ghidorah, Hedorah, Mechagodzilla, etc). Incluso en Final Wars, fue capaz de arrojar a Kumonga más allá del horizonte. Godzilla también fue capaz de practicar artes marciales de manera cómica durante la serie Shōwa, o moverse muy rápido, a pesar de su tamaño, (tal como en Zone Fighter). En la serie Millenium ha sido capaz de elevarse sobre el aire. En todas sus apariciones, ha demostrado que posee unas poderosas mandíbulas, dientes y garras, a pesar de que su fortaleza varía en cada una.
En Final Wars se vio que posee la resistencia física suficiente para pelear contra todo el resto de kaijus que existen en la Tierra y derrotarlos con facilidad a la vez que viajaba caminando o nadando por todo el planeta sin detenerse.

### Cola
La larga cola de Godzilla es también un arma formidable. Ha demostrado ser muy flexible y poderosa, capaz de dar rápidos coletazos, derribar edificios e incluso a otros kaiju. En King Kong vs. Godzilla y Godzilla tai Megalon, Godzilla ha sido capaz de impulsarse con su cola desde una larga distancia para dar una devastadora patada (de manera similar a la de un canguro). En Godzilla tai Megaguirus: G Shōmetsu Sakusen se demostró que puede también ser prensil. Fue capaz de golpear a Zilla (nombre con el que se conoce vulgarmente a su contraparte estadounidense) cuando este estuvo a punto de caerle encima en Godzilla: Final Wars.
En la adaptación estadounidense de 2014, se ve que la cola de Godzilla es muy fuerte, ya que con un solo golpe de esta pudo acabar con el MUTO macho al hacerlo chocar violentamente contra un edificio.
En Shin Godzilla su cola era aún más larga que el propio Godzilla. Su cola era capaz de lanzar un potente rayo atómico similar al de las placas dorsales y la boca. En esta adaptación la cola se mantenía mayormente suspendida en el aire así que no causaba muchos daños. La cola evolucionaba a la par de Godzilla, y hasta le salieron dientes. Fue capaz de engendrar a las «crías» de Godzilla, aunque estas no alcanzaron a dispersarse a causa del efecto del coagulante que la Armada usó para paralizar a Godzilla.
A pesar de todo lo anterior, Godzilla siempre ha preferido luchar desde distancia, con su aliento atómico, o arrojando objetos contundentes.

### Características anfibias
A pesar de no ser un anfibio en estricto rigor, Godzilla posee un estilo de vida anfibia; ha pasado más de la mitad de su vida en el agua, y el resto en tierra firme, sólo para causar estragos o salvar el día. También es en el agua un poderoso luchador, tanto como en tierra. Capaz de luchar en el fondo marino, o nadar moviendo su cola tal como un cocodrilo, Godzilla ha demostrado ser capaz de respirar bajo el agua (ocasionalmente, hibernando en el fondo submarino entre película y película). Aún sumergido, parece no tener restricciones con su aliento atómico, y usualmente arrastra a sus enemigos bajo el agua en múltiples ocasiones..

### Inteligencia
La inteligencia de Godzilla varía a través de su historia, aunque en algunas historia se le muestra como un animal salvaje en muchas otras evidencia ser una forma de vida pensante. Particularmente en la serie Showa presenta una inteligencia similar a la humana, capaz de razonar y comunicarse con otros monstruos llegando a enseñar a Minilla cómo lanzar su aliento atómico o incluso ser capaz de recordar el pasado distante; en Godzilla vs Gigan es posible verlo conversar con Anguirus y organizar un patrullaje de reconocimiento a Japón al sospechar de posible actividad alienígena.
En Godzilla 2000: Millennium enfrentó a una entidad alienígena llamada Orga que poseía la capacidad de asimilar atributos biológicos de otros seres y que se había puesto como objetivo obtener el Regenerador G-1 de Godzilla; durante el combate la impenetrable piel de Orga, sumado a los poderes regenerativos robados a Godzilla, representaron un problema para el kaiju, pero éste demostró la habilidad de crear estrategias al fingir debilidad y dejarse devorar para así usar el Burning Godzilla desde dentro del cuerpo de su enemigo y hacerlo explotar.
Junto a su inteligencia parece poseer emociones muy cercanas a lo humano. Generalmente, si no está combatiendo a un monstruo, muestra un odio y resentimientos muy marcados contra la humanidad, paradójicamente jamás ha permitido que Japón peligre frente a una amenaza que sobrepase la capacidad de los humanos, mostrando preocupación y aprecio por la isla, lo cual podría confirmar la hipótesis de que fuese la encarnación de las víctimas del holocausto nuclear.

### Radiación benigna
Según la versión de MonsterVerse el cuerpo de Godzilla, al igual que el resto de los titanes, emite constantemente un tipo de radiación que se impregna en los lugares por los que pasa. Esta radiación, lejos de ser nociva, es benéfica para el planeta ya que revitaliza la naturaleza y propicia el crecimiento de la vida. Tras su pelea contra los MUTOs, las ruinas de San Francisco en poco tiempo se transformaron en una zona verde y lo mismo sucedió con gran parte del mundo después de que Ghidorah forzara el despertar de todos los titanes del mundo.

## Debilidades
Acorde con su increíble fuerza, Godzilla ha demostrado una escasa gama de debilidades. En un principio durante la serie Shōwa, ha sido vulnerable a la electricidad, aunque aparentemente esa debilidad en particular ha sido ignorada posteriormente, presentando inmunidad, y luego incluso la capacidad de absorber su energía.
En The Return of Godzilla, Godzilla parecía ser vulnerable a la «Anti-nuclear bacteria» (bacteria antinuclear) que podía tener un efecto en él, aunque posteriormente su poderoso sistema inmunológico le permitió desarrollar anticuerpos. Más adelante se revela que Godzilla poseía un segundo cerebro en su espina dorsal y Mechagodzilla fue capaz de matarlo atacándolo en ese punto; de todos modos fue revivido por Rodan y en películas posteriores parecía no tener ese talón de Aquiles. En la película Godzilla vs. SpaceGodzilla, Yuki sugirió la existencia de un punto débil bajo el brazo, sin embargo nunca se profundizó en ese asunto.
En la película Godzilla 2000: Millennium, las Fuerzas de Autodefensa de Japón crearon los Misiles Fullmetal, proyectiles antiblindaje con un poder de penetración superior al de cualquier otro dispositivo militar conocido, con el objetivo de atravesar la impenetrable piel de Godzilla y acabar con su vida. Aunque el kaiju logró sobrevivir a la emboscada de los soldados y destruir los misiles con que era acribillado, estos le provocaron graves heridas y severas hemorragias de las solo pudo recuperarse gracias a su Regenerator G1, aun así se hizo evidente que de haber recibido una cantidad mucho mayor de impactos hubiera muerto.
En Shin Godzilla un punto débil que Godzilla poseía eran sus placas dorsales ya que al ser atacado por los bombarderos norteamericanos y dejarle caer bombas en dicho punto, Godzilla perdió una gran cantidad de sangre que hizo que desatara su furia contra Japón y «estrenara» su aliento atómico.
Hasta la fecha, la única arma capaz de matar a Godzilla fue el «Oxygen Destroyer» (destructor de oxígeno, arma capaz de disolver a Godzilla hasta la nada), sin embargo esa tecnología desapareció junto con su creador, el Dr. Serizawa, quien se sacrificó junto con Godzilla. En el Monsterverse esta arma también fue utilizada en su contra durante su enfrentamiento contra Ghidorah, si bien no logró destruirlo lo dejó al borde de la muerte y debió retirarse a su madriguera en una fosa abisal a absorber radiación para sanar, proceso que tardaría décadas; irónicamente en esta versión es salvado gracias al sacrificio del Dr. Serizawa, quien muere detonando una ojiva nuclear que aceleró su regeneración.

## Zilla
La versión estadounidense de Godzilla (conocido como Zilla) presentada en la película de 1998 es muy diferente al Godzilla original, su anatomía es más parecida a la de una iguana y un humano. No puede encender su aliento atómico, sólo lanza un gas inflamable más tarde puede lanzar aliento de fuego y fue creado por pruebas nucleares en la Polinesia Francesa (en vez de ser creado a raíz de las pruebas atómicas en el Pacífico). También es más esbelto que el original y posee un cuerpo con una proporción levemente más «humanoide», un comportamiento a la vez más animal y una resistencia es más baja, ya que 12 misiles lo exterminaron, aunque al final de la película un huevo sobrevive.
Sus habilidades son: velocidad (458 km/h aprox.), posee una gran capacidad de aguantar la respiración bajo el agua, se reproduce asexualmente, lanza gas inflamable, puede excavar, dar saltos magníficos y aliento de fuego. Su rugido es similar a la versión original de Godzilla, pero un poco más agudo.
Como una forma de congraciar su existencia en el universo ficticio de Godzilla se le ha aceptado por la Toho como un kaiju diferente que fue confundido con Godzilla al atacar Nueva York en los eventos presentados en la película de 1998, para esto se toma como base la escena donde un sobreviviente de un navío japonés lo llama «Gojira», nombre posteriormente deformado en su versión occidental, aceptando esto como una confusión por parte de la víctima, quien lo habría confundido con el genuino Godzilla, pero tomándolo como base para bautizarlo con su nombre actual. Finalmente para mostrarlo como un personaje diferente a su versión nipona, fue presentado como uno de los kaiju que Godzilla derrota en la película Final Wars.

## Filmografía oficial
La filmografía oficial es la producida por Tōhō.
Como no oficial están las versiones con escenas añadidas y las películas no producidas por Tōhō.
N.º se refiere al orden dentro de la serie, mientras que NG se refiere al orden global de las películas Japonesas.

### Serie Showa
| NG  | N.º | Año  | Título Japonés                              | Título USA                         | Título España                                         |
| --- | --- | ---- | ------------------------------------------- | ---------------------------------- | ----------------------------------------------------- |
| G01 | 1   | 1954 | Gojira                                      | Godzilla                           | Godzilla                                              |
| G02 | 2   | 1955 | Gojira no Gyakushu                          | Godzilla Raids Again               | El Rey de los Monstruos                               |
| G03 | 3   | 1962 | King Kong tai Gojira                        | King Kong vs. Godzilla             | King Kong contra Godzilla                             |
| G04 | 4   | 1964 | Mothra tai Gojira                           | Mothra vs. Godzilla                | Godzilla contra los Monstruos                         |
| G05 | 5   | 1964 | San Daikaijū: Chikyū Saidai no Kessen       | Ghidorah, the Three-Headed Monster | Godzilla contra Ghidorah, el dragón de tres cabezas   |
| G06 | 6   | 1965 | Kaijū Daisensō                              | Invasion of Astro-Monster          | Los Monstruos invaden la Tierra                       |
| G07 | 7   | 1966 | Gojira, Ebira, Mosura Nankai no Daikettō    | Ebirah, Horror of the Deep         | Los Monstruos del mar                                 |
| G08 | 8   | 1967 | Kaijū-tō no Kessen Gojira no Musuko         | Son of Godzilla                    | El Hijo de Godzilla                                   |
| G09 | 9   | 1968 | Kaijū Sōshingeki                            | Destroy All Monsters               | Invasión Extraterrestre                               |
| G10 | 10  | 1969 | Gojira-Minira-Gabara: Ōru Kaijū Daishingeki | All Monsters Attack                | La Isla de los Monstruos                              |
| G11 | 11  | 1971 | Gojira tai Hedora                           | Godzilla vs. Hedorah               | Hedora, la Burbuja Tóxica                             |
| G12 | 12  | 1972 | Chikyū Kogeki Meirei Gojira tai Gaigan      | Godzilla vs. Gigan                 | Galien, el Monstruo de las Galaxias ataca la Tierra   |
| G13 | 13  | 1973 | Gojira tai Megaro                           | Godzilla vs. Megalon               | Godzilla y Superman se citan en Tokio                 |
| G14 | 14  | 1974 | Gojira tai Mekagojira                       | Godzilla vs. Mechagodzilla         | Godzilla contra Mechagodzilla, Máquina de Destrucción |
| G15 | 15  | 1975 | Mekagojira no Gyakushu                      | Terror of Mechagodzilla            | Terror de Mechagodzilla                               |

### Serie Heisei
| NG  | N.º | Año  | Título Japonés           | Título USA                    | Título España                   |
| --- | --- | ---- | ------------------------ | ----------------------------- | ------------------------------- |
| G16 | 1   | 1984 | Gojira 1984              | The Return of Godzilla        | El Retorno de Godzilla          |
| G17 | 2   | 1989 | Godzilla tai Biollante   | Godzilla vs. Biollante        | Godzilla contra Biollante       |
| G18 | 3   | 1991 | Gojira tai King Ghidorah | Godzilla vs. King Ghidorah    | Godzilla contra King Ghidorah   |
| G19 | 4   | 1992 | Gojira tai Mothra        | Godzilla vs. Mothra           | Godzilla contra Mothra          |
| G20 | 5   | 1993 | Gojira vs. Mekagojira    | Godzilla vs. Mechagodzilla II | Godzilla contra Mechagodzilla 2 |
| G21 | 6   | 1994 | Gojira tai SpaceGojira   | Godzilla vs. SpaceGodzilla    | Godzilla contra SpaceGodzilla   |
| G22 | 7   | 1995 | Gojira tai Destoroyah    | Godzilla vs. Destoroyah       | Godzilla contra Destoroyah      |

### Serie Millenium
| NG  | N.º | Año  | Título Japonés                                     | Título USA                                                      | Título España                        |
| --- | --- | ---- | -------------------------------------------------- | --------------------------------------------------------------- | ------------------------------------ |
| G23 | 1   | 1999 | Gojira Nisen: Millennium                           | Godzilla 2000: Millennium                                       | Godzilla 2000: El Dinosaurio Mutante |
| G24 | 2   | 2000 | Gojira tai Megagirasu: Ji Shometsu Sakusen         | Godzilla vs. Megaguirus                                         | Godzilla contra Megaguirus           |
| G25 | 3   | 2001 | Godzilla, Mothra, King Ghidorah: Daikaijū Sōkōgeki | Godzilla, Mothra & King Ghidorah: Giant Monsters All-Out Attack |                                      |
| G26 | 4   | 2002 | Godzilla × Mechagodzilla                           | Godzilla Against Mechagodzilla                                  | Godzilla contra Mechagodzilla        |
| G27 | 5   | 2003 | Godzilla x Mothra x Mechagodzilla: Tokyo S.O.S.    | Godzilla: Tokyo S.O.S.                                          |                                      |
| G28 | 6   | 2004 | Godzilla: Final Wars                               | Godzilla: Final Wars                                            |                                      |

### Actualidad
| NG  | N.º | Año  | Título Japonés                                           | Título USA                                      | Título España                            |
| --- | --- | ---- | -------------------------------------------------------- | ----------------------------------------------- | ---------------------------------------- |
| G29 | 1   | 2016 | Shin Gojira                                              | Godzilla Resurgence                             | Shin Godzilla                            |
| G30 | 2   | 2017 | Gojira: Kaiju Wakusei (película de animación)            | Godzilla: Planet of the Monsters                | Godzilla: Planeta de Monstruos           |
| G31 | 3   | 2018 | Gojira Kessen Kido Zoshoku Toshi (película de animación) | Godzilla: City on the Edge of Battle            | Godzilla 2: Ciudad al Filo de la Batalla |
| G32 | 4   | 2018 | Gojira: Hoshi wo Kū Mono (película de animación)         | Godzilla: Planet Eater Godzilla: Eater of Stars | Godzilla 3: El Devorador de Planetas     |
| G33 | 5   | 2023 | Gojira Minus One                                         | Godzilla Minus One                              | Godzilla Minus One                       |

## Adaptaciones extranjeras y remakes

### Adaptaciones de películas Japonesas
| N.º | Año  | Título Original                 | Título Español                 | País           | Director                      | Detalle                                                |
| --- | ---- | ------------------------------- | ------------------------------ | -------------- | ----------------------------- | ------------------------------------------------------ |
| 1   | 1956 | Godzilla: King of the Monsters! | Godzilla: Rey de los Monstruos | Estados Unidos | Terry O. Morse                | Versión estadounidense de la película G01 de 1954.     |
| 2   | 1959 | Gigantis, the Fire Monster      | Gigantis, el monstruo de fuego | Estados Unidos | Motoyoshi Oda & Jack Bernhard | Versión estadounidense de la película G02 de 1955.     |
| 3   | 1977 | Cozzilla                        | Cozzilla                       | Italia         | Luigi Cozzi                   | Versión italiana coloreada de la película G01 de 1954. |
| 4   | 1985 | Godzilla 1985                   | Godzilla 1985                  | Estados Unidos | R. J. Kizer & Koji Hashimoto  | Versión estadounidense de la película G16 de 1984.     |

### Películas previas al Monsterverse
| N.º | Año  | Título Original | Título Español | País           | Director        | Detalle                                 |
| --- | ---- | --------------- | -------------- | -------------- | --------------- | --------------------------------------- |
| 1   | 1998 | Godzilla        | Godzilla       | Estados Unidos | Roland Emmerich | Reboot estadounidense de la franquicia. |

### MonsterVerse
| N.º | Año  | Título Original                 | Título Español                    | País           | Director          |
| --- | ---- | ------------------------------- | --------------------------------- | -------------- | ----------------- |
| 1   | 2014 | Godzilla                        | Godzilla                          | Estados Unidos | Gareth Edwards    |
| 2   | 2019 | Godzilla: King of the Monsters  | Godzilla: Rey de los Monstruos    | Estados Unidos | Michael Dougherty |
| 3   | 2021 | Godzilla vs. Kong               | Godzilla contra Kong              | Estados Unidos | Adam Wingard      |
| 4   | 2024 | Godzilla x Kong: The New Empire | Godzilla x Kong: Un nuevo imperio | Estados Unidos | Adam Wingard      |

## Recepción
| Película                                           | Rotten Tomatoes   | Rotten Tomatoes     | Metacritic      | IMDb               | FilmAffinity     |
| Película                                           | Crítica           | Audiencia           | Metacritic      | IMDb               | FilmAffinity     |
| -------------------------------------------------- | ----------------- | ------------------- | --------------- | ------------------ | ---------------- |
| Godzilla                                           | 93 % (72 reseñas) | 89 % (9812 votos)   | 78 (20 reseñas) | 7.6 (25 834 votos) | 6.3 (2065 votos) |
| Godzilla Raids Again                               | 56 % (9 reseñas)  | 37 % (771 votos)    |                 | 5.9 (4512 votos)   | 5.1 (278 votos)  |
| King Kong vs. Godzilla                             | 47 % (15 reseñas) | 52 % (10 952 votos) | 40 (4 reseñas)  | 5.9 (7284 votos)   | 4.7 (559 votos)  |
| Mothra vs. Godzilla                                | 92 % (12 reseñas) | 68 % (9575 votos)   |                 | 6.5 (6458 votos)   | 5.8 (271 votos)  |
| San Daikaijū: Chikyū Saidai no Kessen              | 75 % (12 reseñas) | 59 % (1814 votos)   |                 | 6.6 (4564 votos)   | 5.5 (166 votos)  |
| Kaijū Daisensō                                     | 60 % (5 reseñas)  |                     |                 | 6.4 (4410 votos)   | 5.6 (198 votos)  |
| Gojira, Ebira, Mosura Nankai no Daikettō           | 57 % (7 reseñas)  | 38 % (7218 votos)   |                 | 5.4 (3714 votos)   | 4.8 (99 votos)   |
| Kaijū-tō no Kessen Gojira no Musuko                | 60 % (15 reseñas) | 30 % (7445 votos)   |                 | 5.2 (3215 votos)   | 4.6 (221 votos)  |
| Kaijū Sōshingeki                                   | 75 % (8 reseñas)  | 69 % (7395 votos)   |                 | 6.5 (4313 votos)   | 5.7 (217 votos)  |
| Gojira-Minira-Gabara: Ōru Kaijū Daishingeki        | 25 % (8 reseñas)  | 18 % (2984 votos)   |                 | 3.8 (3265 votos)   | 3.0 (70 votos)   |
| Godzilla vs. Hedorah                               | 58 % (12 reseñas) | 50 % (7339 votos)   |                 | 6.0 (3882 votos)   | 5.0 (88 votos)   |
| Chikyū Kogeki Meirei Gojira tai Gaigan             | 67 % (6 reseñas)  | 48 % (210 votos)    |                 | 5.7 (3465 votos)   | 4.3 (71 votos)   |
| Godzilla tai Megalon                               | 38 % (8 reseñas)  | 34 % (6614 votos)   |                 | 4.7 (4303 votos)   | 3.7 (116 votos)  |
| Godzilla vs. Mechagodzilla                         | 71 % (7 reseñas)  | 62 % (8067 votos)   |                 | 6.4 (4754 votos)   | 5.0 (99 votos)   |
| Mechagodzilla no Gyakushū                          | 43 % (7 reseñas)  | 61 % (2419 votos)   |                 | 6.3 (3555 votos)   | 5.4 (114 votos)  |
| Promedio de la Era Showa                           | 61%               | 51%                 | 59              | 5.9                | 5.0              |
| Godzilla                                           |                   |                     |                 | 7.0 (182 votos)    | 5.5 (443 votos)  |
| Godzilla tai Biollante                             | 71 % (7 reseñas)  | 72 % (6554 votos)   |                 | 6.6 (4522 votos)   | 5.1 (185 votos)  |
| Godzilla vs. King Ghidorah                         | 56 % (9 reseñas)  | 64 % (3993 votos)   |                 | 6.6 (5047 votos)   | 5.5 (137 votos)  |
| Godzilla vs. Mothra                                | 75 % (8 reseñas)  | 60 % (3332 votos)   |                 | 6.2 (3771 votos)   | 5.2 (234 votos)  |
| Godzilla vs. Mechagodzilla II                      | 83 % (6 reseñas)  | 71 % (7532 votos)   |                 | 6.6 (3841 votos)   | 5.6 (84 votos)   |
| Godzilla vs. SpaceGodzilla                         | 57 % (7 reseñas)  | 81 % (7501 votos)   |                 | 5.9 (3658 votos)   | 4.9 (80 votos)   |
| Godzilla vs. Destoroyah                            | 100 % (5 reseñas) | 98 % (41 votos)     |                 | 7.0 (4837 votos)   | 6.1 (87 votos)   |
| Promedio de la Era Heisei                          | 74%               | 74%                 | -               | 6.6                | 6.2              |
| Godzilla 2000: Millennium                          | 57 % (69 reseñas) | 54 % (11 742 votos) | 41 (23 reseñas) | 6.1 (6855 votos)   | 5.2 (117 votos)  |
| Godzilla tai Megaguirus: G Shōmetsu Sakusen        | 60 % (5 reseñas)  | 49 % (6860 votos)   |                 | 6.2 (2963 votos)   | 5.2 (76 votos)   |
| Godzilla, Mothra, King Ghidorah: Daikaijū Sōkōgeki | 63 % (16 reseñas) | 78 % (7782 votos)   |                 | 7.1 (4656 votos)   | 6.3 (109 votos)  |
| Godzilla x Mechagodzilla                           |                   | 70 % (7643 votos)   |                 | 6.7 (3552 votos)   | 5.6 (77 votos)   |
| Godzilla x Mothra x Mechagodzilla: Tokyo S.O.S.    | 80 % (2 reseñas)  | 73 % (7450 votos)   |                 | 6.6 (3263 votos)   | 5.5 (70 votos)   |
| Gojira: Final Wars                                 | 50 % (12 reseñas) | 71 % (10 526 votos) |                 | 6.5 (6850 votos)   | 5.4 (264 votos)  |
| Promedio de la Era Millennium                      | 62%               | 66%                 | 41              | 6.6                | 5.5              |
| Shin Godzilla                                      | 86 % (71 reseñas) | 74 % (6602 votos)   | 67 (14 reseñas) | 6.7 (18 966 votos) | 5.8 (2687 votos) |
| Godzilla: Planeta de monstruos                     | 80 % (5 reseñas)  | 46 % (200 votos)    |                 | 6.0 (6596 votos)   | 5.3 (1011 votos) |
| Godzilla: Ciudad al filo de la batalla             |                   | 33 % (12 votos)     |                 | 5.8 (3451 votos)   | 5.2 (508 votos)  |
| Godzilla: El devorador de planetas                 |                   | 25 % (58 votos)     |                 | 4.9 (2710 votos)   | 4.4 (352 votos)  |
| Promedio del periodo actual                        | 83 %              | 45 %                | 67              | 5.9                | 5.2              |
| Promedio                                           | 70 %              | 59 %                | 56              | 6.3                | 5.5              |

## Godzilla en otros medios

### Las series animadas

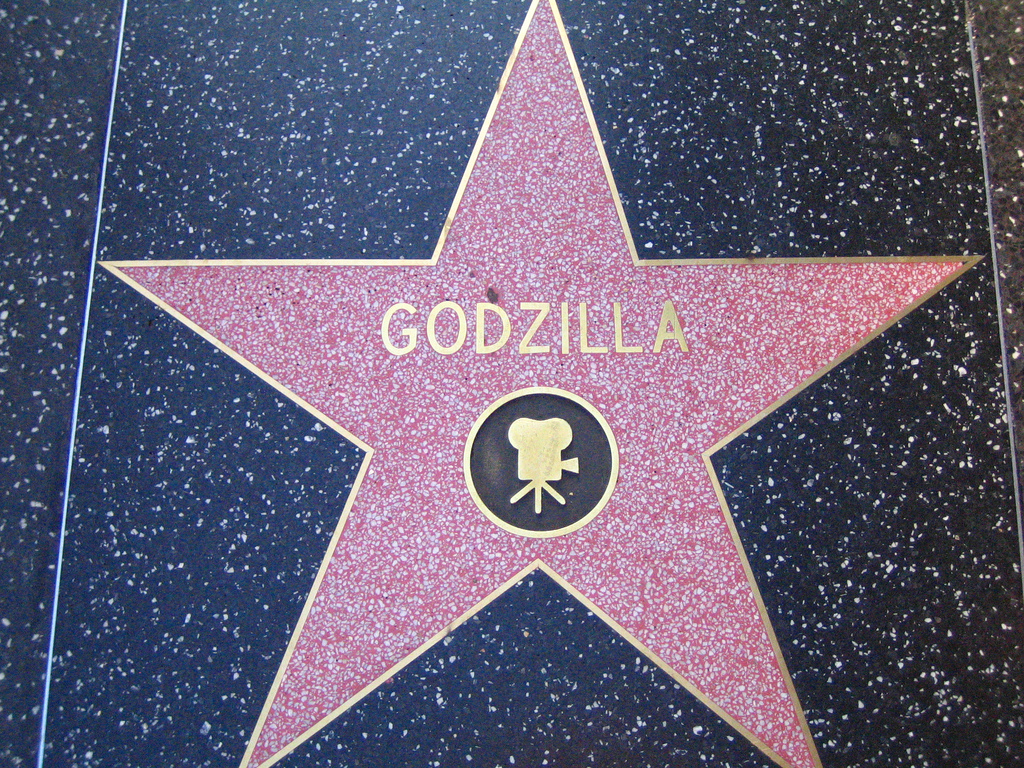
Estrella de Godzilla en el Paseo de la Fama de Hollywood.

Godzilla tuvo su primera serie animada en 1977, gracias a Hanna-Barbera, llamada The Godzilla Power Hour, y estuvo en antena hasta 1981. En esta serie, Godzilla hacia las veces de guardaespaldas de un grupo de científicos que regularmente se encontraba en problemas con otros monstruos. Cabe destacar la figura de Godzooky, parecida a la figura de Minya (Minilla) y que daba el contrapunto cómico. Destacable también, el hecho de que el rugido no era el oficial de la creación de Tōhō.
Una segunda serie, que se lanzó en 1998, fue la continuación oficial de la versión estadounidense de Godzilla. Godzilla: The series, dicha serie se asemeja a la primera en el papel de guardaespaldas que Godzilla hacia para el grupo de científicos (Los Heat). Godzilla en este caso se trataba de la cría superviviente de la película estadounidense Godzilla, pero en este caso, era un monstruo más dócil y amaestrado. Cabe decir, que se asemejaba algo más al Godzilla japonés, e incluso tenía referencias a este.
Toho Animation y Netflix lanzaron en 2021 una serie de anime titulada Godzilla Singular Point, producida por Bones en asociación con Orange, actualmente cuenta con una temporada de 13 episodios.

### Cómics
Godzilla ha aparecido en cómics ocasionales. Quizás asombrosamente, la mayor parte de estos parecen ser producción estadounidense (los cómics de Marvel a mediados de los años '70 y los de Dark Horse Comics en los años '80 y '90) y actualmente por IDW publishing. Hay mangas japoneses de Godzilla, sin embargo. La serie de la Marvel contó historias originales y se procuró ajustarla a la continuidad oficial de Toho, y se evita referirse a ella demasiado directamente.
Godzilla también fue integrado incluso dentro del mismo universo de Marvel, apareciendo junto a muchos personajes principales regulares, tales como los Vengadores. Estos cómics fueron publicados desde 1977 hasta 1979, cuidadosamente encajando entre las películas del período de Showa y la «serie versus» de la era de Heisei. Esta serie describió las aventuras y las confrontaciones de Godzilla mientras él vagaba en varias regiones de los Estados Unidos, desde Alaska hasta Nueva York. Las situaciones generales de la serie eran bastante similares a las de las películas del período de Showa, pero con excepción de Godzilla mismo, todos los personajes eran nuevas creaciones, no obstante en papeles a veces extrañamente familiares (por ejemplo, Red Ronin se asemeja un poco a Mechagodzilla en el papel que cumple en la historia). Asimismo, las Fuerzas de Autodefensa de Japón están ausentes pero es S.H.I.E.L.D. la organización que ocupa su papel en la historia; por ejemplo con el Helitransporte Behemoth IV de S.H.I.E.L.D. sustituyendo al Super X.
En Digimon, la criatura conocida como Dark Tyranomonnació como una referencia directa a Godzilla, puesto que su forma Dot (la forma en la que aparece pixelada, generalmente en los Digimon Virtual Pet de la franquicia) se asemeja mucho al Kaijū. Asimismo, otros Digimon que también debutaron en el mismo producto, el Digital Monster Ver.5, son referencias a otros monstruos (Flymon es referencia a Mothra, Deltamon es referencia a King Ghidorah, etc.)

### Videojuegos

#### Década de 1980
- Godzilla (Commodore 64 - 1983).
- Godzilla vs. 3 Major Monsters (MSX - 1984).
- Godzilla: Gojira-Kun (MSX - 1985).
- The Movie Monster Game (Apple II, Commodore 64 - 1986).
- Monster's Fair (MSX - 1986).
- Godzilla: Monster of Monsters (NES - 1988).

#### Década de 1990
- Godzilla (Game Boy - 1990).
- Godzilla 2: War of the Monsters (NES - 1991).
- Super Godzilla (SNES - 1993).
- Godzilla (Arcade - 1993).
- Kaijū-ō Godzilla (Game Boy - 1993).
- Godzilla: Battle Legends (Turbo Duo) - 1993).
- Godzilla: Monster War (Super Famicom - 1994).
- Godzilla: Rettoushinkan (Saturn - 1995).
- Godzilla Giant Monster March (Game Gear - 1995).
- Godzilla Trading Battle (PlayStation - 1998).
- Godzilla Generations (Dreamcast - 1998).
- Godzilla Generations: Maximum Impact (Dreamcast - 1999).

#### Década de 2000
- Godzilla: Destroy All Monsters Melee (Nintendo GameCube, Xbox - 2002/2003).
- Godzilla: Save the Earth (Xbox, PS2 - 2004).
- Godzilla: Unleashed (Wii, PS2 - 2007).
- Godzilla Unleashed: Double Smash (NDS - 2007).

#### Década de 2010
- Godzilla Strike Zone (Android, IOS - 2014).
- Godzilla Smash3 (Android, IOS - 2014).
- Godzilla (PS3, PS4 - 2014).